# Jean-Baptiste Victor Chanez
Pour les articles homonymes, voir Chanez.
Jean Baptiste Victor Chanez, né le 11 avril 1746 à Bar-sur-Seine (Aube), mort le 30 mars 1825 à Paris, est un général français de la Révolution et de l’Empire.

## États de service
Il entre en service comme soldat dans les gardes françaises le 28 juillet 1762, il est nommé brigadier le 18 mai 1767, sergent le 20 juin 1768 et sergent major le 1er mai 1780. Le 10 juillet 1788, il est désigné pour devenir officier, prix de sa bonne conduite. Il est nommé adjudant surnuméraire le 10 juillet 1789. 
Licencié après le 14 juillet, il se fait admettre dans la garde nationale parisienne, comme capitaine de la fameuse section de la Halle aux blés. Le 31 mai 1790, il est nommé adjudant général à l’État-major de cette unité et le 15 ventôse an II (5 mars 1794) il devient instructeur militaire des enfants de Mars campés dans la plaine des sablons et il commande ce camp jusqu’au 30 brumaire an III (20 novembre 1794). Le 5 messidor an III (23 juin 1795), il est désigné pour être l’un des trois adjoints du commandant de la place de Paris et il est nommé chef de brigade le 27 thermidor an III (14 août 1795).
Le 13 pluviôse an IV (2 février 1796), il est promu au grade de général de brigade attaché à la 17e division militaire à Paris. Il part pour l’Égypte en l’an VI sous les ordres de Vaubois, il commande la place et les forts de Malte jusqu’à la levée du siège de cette ville en l’an X. 
Affecté à la 1re division militaire il est fait chevalier de la Légion d’honneur le 19 frimaire an XII (11 décembre 1803) et commandeur de cet ordre le 25 prairial suivant (14 juin 1804). En 1805, il préside le conseil de révision de la division et reçoit le commandement de la subdivision de Seine-et-Marne. En 1814, il est commandant de la ville de Meaux et il est créé baron de l’Empire le 5 février 1814.
Après la Restauration, Louis XVIII le fait chevalier de Saint-Louis et l’envoie dans le département de l’Aisne. Il est admis à la retraite le 31 août 1815.

## Hommage
Une rue du 16e arrondissement de Paris porte son nom depuis 1868.